# Chlorophytum rigidum
Chlorophytum rigidum är en sparrisväxtart som beskrevs av Carl Sigismund Kunth. Chlorophytum rigidum ingår i släktet ampelliljor, och familjen sparrisväxter. Inga underarter finns listade i Catalogue of Life.